# Універсідад Сесар Вальєхо
Футбольний клуб «Універсідад Сесар Вальєхо» (ісп. Club Deportivo Universidad César Vallejo) — професійний перуанський футбольний клуб із міста Трухільйо. Клуб грає в Сегунда Дивізіоні, другому перуанському футбольному дивізіоні, після вибуття з Прімера Дивізіону за підсумками сезону 2024 року. Клуб названий на честь перуанського поета Сесара Вальєхо, та є підрозділом Університету Сесара Вальєхо. «Універсідад Сесар Вальєхо» проводить свої домашні матчі на стадіоні «Естадіо Мансіче» місткістю 25 тисяч глядачів. Найбільшим успіхом клубу є виграш Кубка Перу в 2003 році, клуб також виграв Торнео дель Інка в 2015 році. За свою історію клуб 4 рази грав у Кубку Лібертадорес та тричі в Південноамериканському кубку.